# Live on Two Legs
Live on Two Legs – pierwszy oficjalny album koncertowy amerykańskiego zespołu grunge'owego Pearl Jam, który ukazał się 24 listopada 1998 r.
Na płytę Live on Two Legs składają się utwory z różnych występów na żywo, nagrane podczas trasy koncertowej promującej album Yield w roku 1998. Album zawiera również koncertową wersję utworu Neila Younga Fuckin' Up w wykonaniu zespołu Pearl Jam.
Zrzeszenie amerykańskich wydawców muzyki RIAA przyznało Live on Two Legs status platynowej płyty (ponad 1 milion sprzedanych egzemplarzy).
Na liście Billboard 200 magazynu „Billboard” album osiągnął pozycję 15..

## Twórcy

### Pearl Jam
- Mike McCready – gitara
- Matt Cameron – perkusja
- Eddie Vedder – wokal, gitara
- Stone Gossard – gitara
- Jeff Ament – gitara basowa

### Produkcja
- Brett Eliason – nagranie, miksowanie

## Lista utworów
1. „Corduroy” (Abbruzzese, Ament, Gossard, McCready, Vedder) – 5:05
  - 6/29/98, United Center, Chicago (Illinois)
2. „Given to Fly” (McCready, Vedder) – 3:53
  - 8/18/98, Breslin Student Events Center, East Lansing (Michigan)
3. „Hail, Hail” (Gossard, Vedder, Ament, McCready) – 3:43
  - 7/16/98, ARCO Arena, Sacramento (Kalifornia)
4. „Daughter”/"Rockin’ in the Free World”/"W.M.A.” (Abbruzzese, Ament, Gossard, McCready, Vedder) – 6:47
  - 9/19/98, Constitution Hall, Waszyngton (Dystrykt Kolumbii)
5. „Elderly Woman Behind the Counter in a Small Town” (Abbruzzese, Ament, Gossard, McCready, Vedder) – 3:49
  - 9/23/98, Coral Sky Amphitheatre, West Palm Beach (Floryda)
6. „Untitled” (Vedder) – 2:02
  - 9/18/98, Merriweather Post Pavilion, Columbia (Maryland)
7. „MFC” (Vedder) – 2:28
  - 6/27/98, Alpine Valley, East Troy (Wisconsin)
8. „Go” (Abbruzzese, Ament, Gossard, McCready, Vedder) – 2:41
  - 9/8/98, Continental Arena, East Rutherford (New Jersey)
9. „Red Mosquito” (Ament, Gossard, Irons, McCready, Vedder) – 4:02
  - 8/29/98, Blockbuster Music Entertainment Centre, Camden (New Jersey)
10. „Even Flow” (Gossard, Vedder) – 5:17
  - 8/25/98, Star Lake Amphitheatre, Pittsburgh (Pensylwania) i 8/31/98, Hardee's Walnut Creek Amphitheatre, Raleigh (Karolina Północna)
11. „Off He Goes” (Vedder) – 5:42
  - 7/14/98, Kia Forum, Inglewood (Kalifornia)
12. „Nothingman” (Vedder, Ament) – 4:38
  - 7/3/98, Sandstone Amphitheater, Bonner Springs (Kansas)
13. „Do the Evolution” (Gossard, Vedder) – 3:45
  - 7/19/98, Pacific Coliseum, Vancouver (Kolumbia Brytyjska) lub 8/23/98, The Palace of Auburn Hills, Auburn Hills (Michigan)
14. „Better Man” (Vedder) – 4:06
  - 6/24/98, Rushmore Civic Center Arena, Rapid City (Dakota Południowa)
15. „Black” (Vedder, Gossard) – 6:55
  - 9/7/98, GTE Virginia Beach Amphitheater, Virginia Beach (Wirginia)
16. „Fuckin' Up” (Young) – 6:17
  - 9/15/98, Great Woods, Mansfield (Massachusetts)

## Wydania[11]
| Rok  | Format                  | Wytwórnia                | Numer katalogowy | Kraj      |
| ---- | ----------------------- | ------------------------ | ---------------- | --------- |
| 1998 | CD digipack             | Epic Records             | EPC 492859 2     | Europa    |
| 1998 | podwójna płyta winylowa | Epic Records             | EPC 492859 1     | Europa    |
| 1998 | CD                      | Epic Records             | EK 69752         | USA       |
| 1998 | CD digipack             | Sony Music Entertainment | 492859 2         | Australia |